# 종이-연필 게임

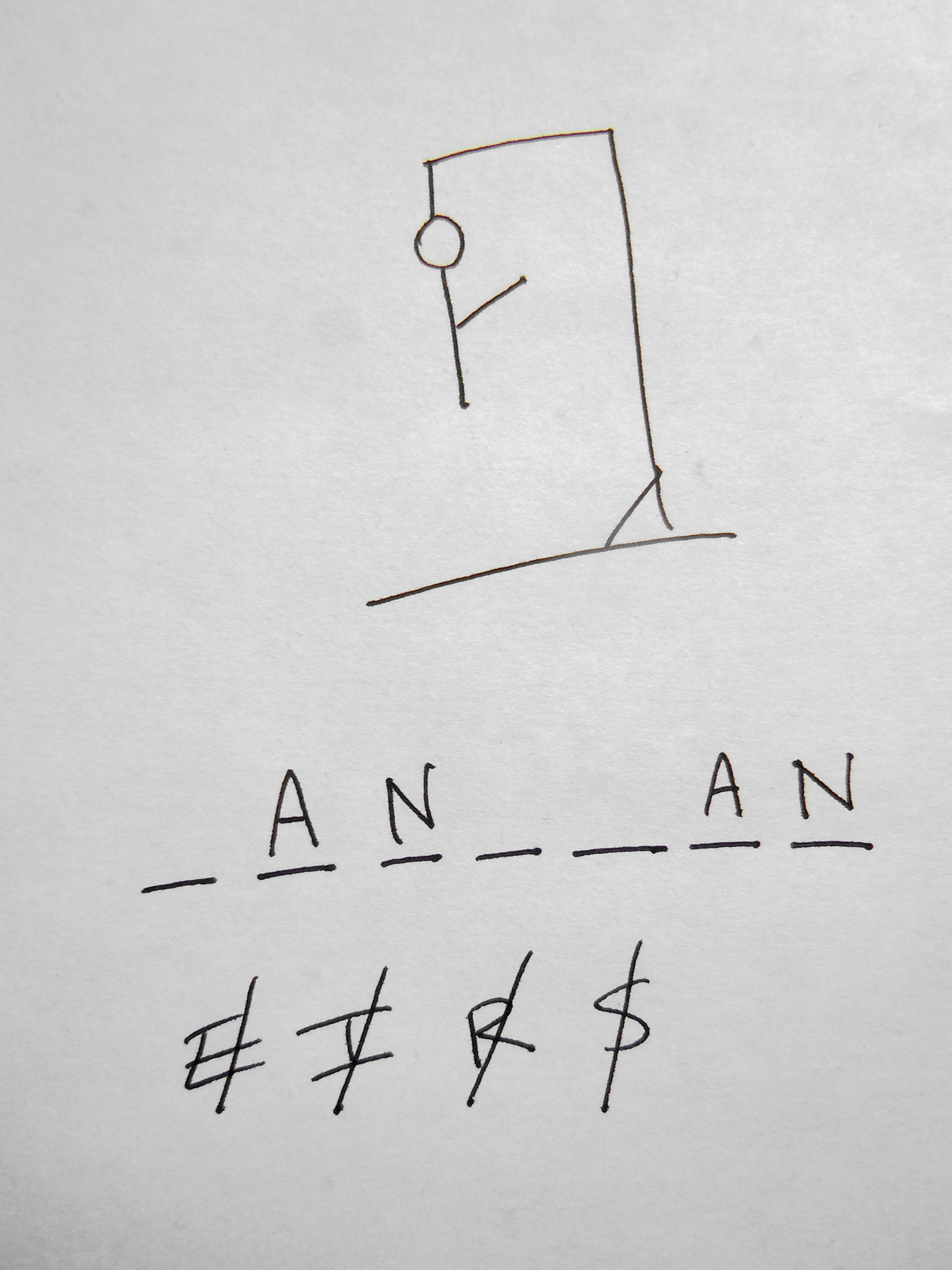
행맨: 단순한 종이-연필 게임

종이-연필 게임 또는 종이-펜 게임은 보통은 지우개 없이 종이와 연필(또는 기타 필기구)만으로 즐길 수 있는 게임이다. 일부 저명한 종이-연필 게임으로는 틱택토, 스프라우츠, 닷츠 앤드 박시즈, 행맨, M.A.S.H, 페이퍼 사커, 스펠바인더 등이 있다. 이 용어는 롤플레잉 비디오 게임의 테이블톱 게임과 구별하기 위해 롤플레잉 게임과는 관련을 짓지 않는다.